# Quentin Vijoux
Quentin Vijoux est un illustrateur et auteur de bande-dessinée français.

## Biographie
Quentin Vijoux a grandi dans le 20e arrondissement de Paris. Il est diplômé des écoles d’art Duperré et Estienne.
Représenté en France par l’agence Illustrissimo, il travaille en tant qu’illustrateur pour différentes agences de communication et pour des institutions culturelles (comme le MUCEM ou le Musée de Cluny) mais également pour la presse internationale (The New York Times, Le Monde…).
En 2013, il publie sa première BD intitulée Eugène aux éditions Michel Lagarde.
En tant qu'illustrateur jeunesse, il a notamment publié au début des années 2020 plusieurs ouvrages dont il est également l’auteur aux éditions L’Agrume.
En 2025, il publie la BD « Jeux de classes » chez Seuil Jeunesse BD, une fiction scénarisée par Julie Scheibling inspirée de l’essai « Une Brève histoire de l’égalité » de Thomas Piketty.
Il poursuit en parallèle depuis plusieurs années un travail autour du jeu-vidéo,, avec notamment en 2023 la sortie du jeu « Firebird » (développé par Ludogram et scénarisé par Fibre Tigre) dont il a assuré la direction artistique.

## Œuvres

### Bandes dessinées
- Eugène, Éditions Michel Lagarde, 117 pages, 2013  (ISBN 978-2-918354-15-4)[6],[13]
- Jeux de classes (Librement inspiré d'Une brève histoire de l'égalité de Thomas Piketty), Seuil Jeunesse BD, 144 pages, 2025  (ISBN 9791023520279)[14],[15]

### Livres jeunesse
- Loup Vache Cochon, Éditions l’Agrume, 32 pages, 2021  (ISBN 9782490975426)[16],[17],[18]
- Attention Petite Panthère !, Éditions l’Agrume, 32 pages, 2022  (ISBN 9782490975662)[19],[20]

### Illustration
- Génération végétale (ouvrage collectif), Les Arènes, 2013
- Peut-on vivre sans smartphone ?, textes de Judith Aquien, éditions 10/18, 2015
- Les Odyssées France Inter tome 1 & 2 (ouvrage collectif), textes de Laure Grandbesançon, Les Arènes, 2021 et 2022
- Mission Pharaon, textes de Claude Helft, Gallimard Jeunesse Giboulées, 2023
- La Parc Animalier, textes de Stéphanie Ledu, Milan, 2023
- Enquête à Notre-Dame, textes de Claude Helft, Gallimard Jeunesse Giboulées, 2024
- ABC, Gaetan Le Penhuel et Alice Dubet, Park Books, 2024

### Jeux vidéo
- The Beautiful Walk[21],[22], 2016
- Firebird, développé par Ludogram, 2023
- Worlds of Aria, développé par Ludogram, 2024